# Muxupip
Muxupip är en kommun i Mexiko.   Den ligger i delstaten Yucatán, i den östra delen av landet, 1 000 km öster om huvudstaden Mexico City. Antalet invånare är 2 755. Arean är 55 kvadratkilometer.
Terrängen i Muxupip är mycket platt.